# Saint-Epvre
Saint-Epvre és un municipi francès, situat al departament del Mosel·la i a la regió del Gran Est. L'any 2007 tenia 158 habitants.

## Demografia

### Població
El 2007 la població de fet de Saint-Epvre era de 158 persones. Hi havia 44 famílies, de les quals 9 eren unipersonals (9 homes vivint sols), 13 parelles sense fills i 22 parelles amb fills.
La població ha evolucionat segons el següent gràfic:
Habitants censats

### Habitatges
El 2007 hi havia 46 habitatges, 41 eren l'habitatge principal de la família, 2 eren segones residències i 2 estaven desocupats. Tots els 45 habitatges eren cases. Dels 41 habitatges principals, 37 estaven ocupats pels seus propietaris, 1 estava llogat i ocupat pels llogaters i 3 estaven cedits a títol gratuït; 1 tenia dues cambres, 5 en tenien tres, 7 en tenien quatre i 28 en tenien cinc o més. 33 habitatges disposaven pel capbaix d'una plaça de pàrquing. A 14 habitatges hi havia un automòbil i a 27 n'hi havia dos o més.

### Piràmide de població
La piràmide de població per edats i sexe el 2009 era:
| Homes | Edats   | Dones |
| ----- | ------- | ----- |
| 0     | 95 o +  | 4     |
| 0     | 90 a 94 | 16    |
| 8     | 85 a 89 | 8     |
| 0     | 80 a 84 | 12    |
| 4     | 75 a 79 | 8     |
| 4     | 70 a 74 | 0     |
| 0     | 65 a 69 | 4     |
| 4     | 60 a 64 | 4     |
| 4     | 55 a 59 | 0     |
| 4     | 50 a 54 | 0     |
| 4     | 45 a 49 | 0     |
| 4     | 40 a 44 | 8     |
| 0     | 35 a 39 | 4     |
| 4     | 30 a 34 | 4     |
| 0     | 25 a 29 | 0     |
| 0     | 20 a 24 | 0     |
| 0     | 15 a 19 | 8     |
| 4     | 10 a 14 | 0     |
| 0     | 5 a 9   | 8     |
| 4     | 0 a 4   | 8     |

## Economia
El 2007 la població en edat de treballar era de 82 persones, 60 eren actives i 22 eren inactives. De les 60 persones actives 57 estaven ocupades (29 homes i 28 dones) i 3 estaven aturades (2 homes i 1 dona). De les 22 persones inactives 11 estaven jubilades, 7 estaven estudiant i 4 estaven classificades com a «altres inactius».
Activitats econòmiques
Dels 2 establiments que hi havia el 2007, 1 era d'una empresa de serveis i 1 d'una entitat de l'administració pública.
L'any 2000 a Saint-Epvre hi havia 3 explotacions agrícoles.

## Poblacions més properes
El següent diagrama mostra les poblacions més properes.